# Dookoła Mazowsza
A Dookoła Mazowsza (também chamado: Mazovia Tour) é uma competição de ciclismo por etapas polaca.
Celebrou-se pela primeira vez em 1951 e celebrou-se anualmente desde então, com a excepção de 1981-1982, 1991-1992 e 1994-1996. Desde a criação dos Circuitos Continentais UCI, faz parte do UCI Europe Tour desde 2005 na categoria 2.1, e a partir do 2006 passo a ser de categoria 2.2.

## Palmarés
| Ano      | Ganhador               | Segundo           | Terceiro             |
| -------- | ---------------------- | ----------------- | -------------------- |
| 1951     | Stanisław Zalewski     |                   |                      |
| 1952     | Jan Śpiewak            |                   |                      |
| 1953     | Andrzej Selma          |                   |                      |
| 1954     | Henryk Figiel          |                   |                      |
| 1955     | Jan Żelazny            |                   |                      |
| 1956     | Roman Sitarski         |                   |                      |
| 1957     | Wacław Wrzesiński      |                   |                      |
| 1958     | Stanisław Królak       |                   |                      |
| 1959 (1) | Adam Gęszka            |                   |                      |
| 1959 (2) | Henryk Kowalski        |                   |                      |
| 1960     | Kazimierz Bednarczyk   |                   |                      |
| 1961     | Witold Krawczyński     |                   |                      |
| 1962     | Józef Jochem           |                   |                      |
| 1963     | Franciszek Porwoł      |                   |                      |
| 1964     | Henryk Woźniak         |                   |                      |
| 1965     | Jan Kudra              |                   |                      |
| 1966     | Henryk Woźniak         |                   |                      |
| 1967     | Henryk Woźniak         |                   |                      |
| 1968     | Andrzej Bławdzin       |                   |                      |
| 1969     | Zenon Czechowski       |                   |                      |
| 1970     | Zenon Czechowski       |                   |                      |
| 1971     | Zenon Czechowski       |                   |                      |
| 1972     | Zenon Czechowski       |                   |                      |
| 1973     | Tadeusz Smyrak         |                   |                      |
| 1974     | Juliusz Firkowski      |                   |                      |
| 1975     | Mieczysław Klimczyk    |                   |                      |
| 1976     | Marian Majkowski       |                   |                      |
| 1977     | Ryszard Szurkowski     |                   |                      |
| 1978     | Ryszard Szurkowski     |                   |                      |
| 1979     | Roman Cieślak          |                   |                      |
| 1980     | Leitosław Michalak     |                   |                      |
| 1983     | Marek Lheśniewski      |                   |                      |
| 1984     | Sławomir Krawczyk      |                   |                      |
| 1985     | Jan Lheśniewski        |                   |                      |
| 1986     | Sławomir Krawczyk      |                   |                      |
| 1987     | Edward Kaczmarczyk     |                   |                      |
| 1988     | Zbigniew Piątek        |                   |                      |
| 1989     | Andrzej Sypytkowski    |                   |                      |
| 1993     | Dariusz Habel          |                   |                      |
| 1997     | Mariusz Bilewski       |                   |                      |
| 1998     | Tomasz Kłoczko         |                   |                      |
| 1999     | Wiktor Oułanowski      |                   |                      |
| 2000     | Przemysław Mikołajczyk | Piotr Przydzial   | Tomasz Lisowicz      |
| 2001     | Kacper Sowiński        | Daniel Majewski   | Grzegorz Gronkiewicz |
| 2002     | Jacek Mickiewicz       | Marcin Gebka      | Tomasz Kloczko       |
| 2003     | Dariusz Rudnicki       | Robert Radosz     | Grzegorz Wajs        |
| 2004     | Adam Wadecki           | Piotr Zaradny     | Krzysztof Jeżowski   |
| 2005     | Piotr Zaradny          | Robert Radosz     | Peter Mazur          |
| 2006     | Tomasz Kiendyś         | Marek Wesołe      | Daniel Czajkowski    |
| 2007     | Marek Wesołe           | Piotr Zaradny     | Dominik Roels        |
| 2008     | Marcin Sapa            | Aidis Kruopis     | Artur Detko          |
| 2009     | Łukasz Bodnar          | Robert Radosz     | Tomasz Kiendyś       |
| 2010     | Sebastian Forke        | Henning Bommel    | Rüdiger Selig        |
| 2011     | Robert Radosz          | Rüdiger Selig     | Krzysztof Jeżowski   |
| 2012     | Mateusz Taciak         | Mateusz Nowak     | Nikolay Mihaylov     |
| 2013     | Marcin Sapa            | Robert Radosz     | Łukasz Owsian        |
| 2014     | Jarosław Marycz        | Eryk Batoń        | Maurits Lammertink   |
| 2015     | Grzegorz Stępniak      | Kersten Thiele    | Twan Brusselman      |
| 2016     | Matti Manninen         | Alan Banaszek     | Marco Mathis         |
| 2017     | Alois Kaňkovský        | Grzegorz Stępniak | Emīls Liepiņš        |
| 2018     | Szymon Sajnok          | Alois Kaňkovský   | Grzegorz Stępniak    |

## Palmarés por países
| País      | Vitórias |
| --------- | -------- |
| Polónia   | 58       |
| Alemanha  | 1        |
| França    | 1        |
| Finlândia | 1        |
| Chéquia   | 1        |